# Wilhelm Svetlin
Wilhelm Svetlin (* 5. Mai 1849 in Wien; † 24. August 1914 ebenda) war ein österreichischer Mediziner und Psychiater.

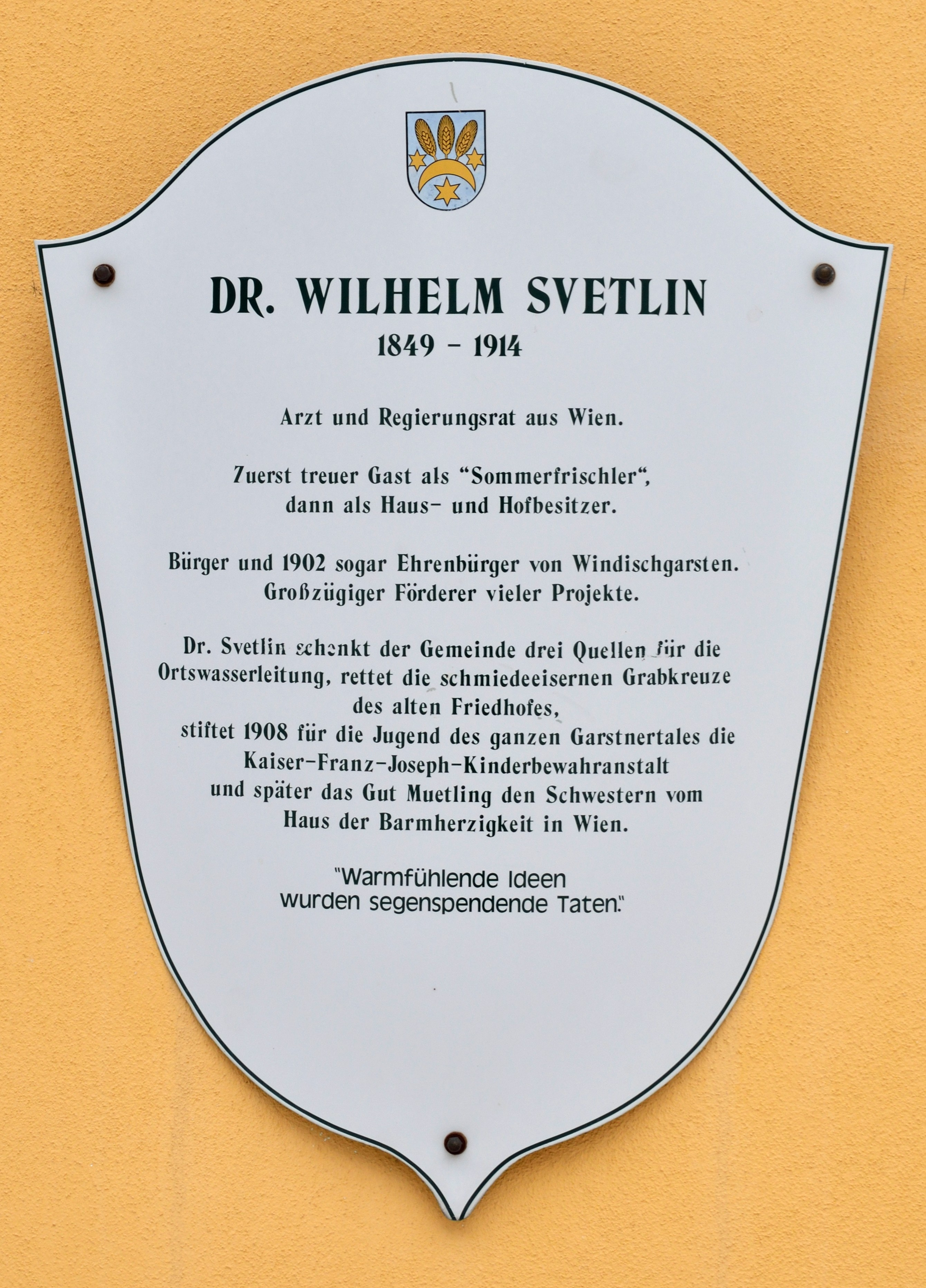
Ehrentafel am Bezirksgericht Windischgarsten.

## Leben
Svetlin besuchte das Schottengymnasium und absolvierte ein Medizinstudium an der Universität Wien, das er 1873 als erster Absolvent der gesamten Heilkunde abschloss. 1878 übernahm er gemeinsam mit dem Fachkollegen Johann Zimmermann nach dem Tode von Therese Pabst deren Privatirrenanstalt im ehemaligen Rasumowski-Schloss in der Erdberger Straße 7. Ab 1880 führte er diese unter der Bezeichnung „Privatheilanstalt Svetlin für Nerven- und Gemütskranke“. 1883/84 übersiedelte er das Institut in die von ihm an der Leonhardgasse 3–5 erbaute (und bis Ende 1925 bestehende) Privatanstalt; bis 1890 erweitert, konnte diese bis zu 60 Patienten stationär aufnehmen. Zu seinen Patienten zählten unter anderem der Komponist Hugo Wolf, der Maler Carl Schuch und der Schauspieler Karl Wilhelm Meixner.
Svetlin war auch Mitinitiator bei der Errichtung der „Heilanstalt für Brustkranke“ (Lungenheilanstalt für Tuberkulosekranke) in Groisbach (Gemeinde Alland) und engagierte sich um die Fürsorge verwahrloster Kinder.
Svetlin ist Ehrenbürger der Gemeinde Windischgarsten, er ließ im Ort die Fassung dreier Quellen für die Wasserversorgung und den Kindergarten errichten.
Svetlin wurde auf dem Hietzinger Friedhof beerdigt.

## Schriften
- Die Frauenfrage und der ärztliche Beruf. Deuticke, Leipzig/Wien 1895.
- Die Privatheilanstalt für Gemüthskranke auf dem Erdberge zu Wien. Bericht über deren Geschichte und Thätigkeit, anlässlich des fünfzigjährigen Bestandes und der Uebersiedlung in ein neues Anstaltsgebäude. Braumüller, Wien 1884.
- Bericht über die Privatheilanstalt für Gemüthskranke auf dem Erdberge zu Wien. Urban & Schwarzenberg, Wien u. Leipzig 1891.